# داريل هيل (لاعب كرة قدم أمريكية)
داريل هيل (بالإنجليزية: Darryl Hill)‏ هو لاعب كرة قدم أمريكية أمريكي، ولد في 21 أكتوبر 1943.